# Lecionário 39
O Lecionário 39 (designado pela sigla ℓ 39 na classificação de Gregory-Aland) é um antigo manuscrito do Novo Testamento, paleograficamente datado do Século XIII d.C.[a]
Este codex contém lições dos evangelhos de Mateus, Marcos, Lucas, João (conhecido como Evangelistarium), dos Actos dos Apóstolos e das epístolas  (conhecidos como Apostolarion)[a]. Foi escrito em grego, e actualmente se encontra na Biblioteca Nacional da França.